# Temačniki
Temačniki (znanstveno ime Solifugae) so red pajkovcev, v katerega uvrščamo približno 1000 znanih vrst, podobnih ščipalcem in pajkom, ki živijo v toplih in suhih predelih sveta. Njihovo ime – tako slovensko kot latinsko, ki v dobesednem prevodu pomeni »tisti, ki bežijo pred Soncem« – ponazarja dejstvo, da so aktivni pretežno v mraku in ponoči, čeprav je med njimi tudi nekaj dnevno aktivnih vrst. Zaradi svoje velikosti in agresivnosti so že od antike dalje predmet številnih mitov in legend, pri čemer pa so človeku praktično nenevarni.

## Telesna zgradba
Največji temačniki dosežejo 7 cm v dolžino (brez nog), kot skupina pa so raznoliki po velikosti. Običajno so bledih, zemeljskih barv in gosto poraščeni z dolgimi čutilnimi ščetinami. Kot pri ostalih pajkovcih je njihovo telo razdeljeno na dva glavna dela, glavoprsje (prosoma) in zadek (opistosoma), povezava med njima je široka. Na zgornji strani velikega sprednjega dela glavoprsja je par oči, ki sta tako kot pri ščipalcih blizu skupaj. Skelet tega dela je pogosto obokan, zaradi česar se je temačnikov prijelo tudi ime »kamelji pajki«. Zadek je velik in jasno členjen, običajno zgrajen iz desetih členov. 
Njihova najvpadljivejša značilnost so ogromne škarjaste pipalke (helicere), ki štrlijo naprej pred prosomo in jih lahko žival tudi grozeče dvigne. Odpirajo se navpično. Povečan je tudi drug par zaustnih okončin, pedipalpi, ki so dolgi in členjeni ter podobni nogam, tako da imajo temačniki navidez pet parov nog. Od pravih nog pedipalpe ločimo po tem, da imajo na konici pritrjevalni organ, s katerim si pomagajo pri lovu na plen in plezanju. Prvi par nog je nekoliko reduciran in z njim prav tako tipajo, preostali trije pa so dolgi in udeleženi pri hoji. Na spodnjem robu zadnjih nog so značilni pahljačasti čutilni organi.
Dihajo z dobro razvitimi vzdušnicami, izločala pa so parne koksalne žleze in parne Malpighijeve cevke.

## Vedenje in ekologija
Temačniki so značilni prebivalci puščav, nekatere vrste pa najdemo tudi v polsuhih biomih, kot so makija in suhi sredozemski gozdovi. Razširjeni so po Južni Evropi, Afriki (razen zahoda), Bližnjem vzhodu, Južni Aziji in Južni Ameriki ter južnem delu Severne Amerike.
So plenilske ali vsejede živali, ki se običajno prehranjujejo z manjšimi talnimi členonožci, a so oportunistični lovci in napadajo tudi druge manjše živali, kot so kuščarice in glodavci. Plen zaznajo s pedipalpi in ga zgrabijo ter razkosajo z močnimi helicerami. Aktivni so ponoči in ob večernem ter jutranjem mraku, le nekaj vrst je dnevno aktivnih.
Ob mirovanju se zadržujejo v špranjah pod kamni ali med rastlinjem, številne vrste pa si tudi izkopljejo brloge v zemlji. V njih lahko preživijo obdobja neugodnega vremena, tudi po devet mesecev na leto. Skrivališča prav tako uporabljajo za skrb za zarod; samice nekaterih vrst pazijo na jajčeca in pravkar izlegle nimfe, druge pa zapustijo brlog z zarodom in ga zaprejo za varnost.
Parjenje in življenjski krog sta znana le za nekaj vrst. Oploditev je posredna; samec med dvorjenjem zagrabi samico, ki ob njegovih dotikih otrpne. Nato samec izloči spermatofor in ga s helicerami vstavi v njeno genitalno odprtino. Preučene vrste razvijejo eno generacijo letno (so univoltine). Samica izleže 50–200 jajčec v skrivališče. Takoj po izleganju se nimfe držijo v skupini, po prvi levitvi pa postanejo agresivne, se delno požrejo med seboj in nato odidejo vsaksebi ter preživijo preostanek življenja samotarsko. Preden odrastejo se 9 do 10–krat levijo.

## Taksonomija
Sodeč po filogenetskih analizah morfoloških znakov so temačniki najbližje sorodni paščipalcem.
Znanih je približno 1100 vrst, ki jih združujemo v 12 družin:
:213
- Ammotrechidae
- Ceromidae
- Daesiidae
- Eremobatidae
- Galeodidae
- Gylippidae
- Hexisopodidae
- Karschiidae
- Melanoblossidae
- Mummuciidae
- Rhagodidae
- Solpugidae

Najstarejšo fosilno najdbo datirajo v pozni karbon pred 285–320 milijoni let, vendar so ostanki preslabo ohranjeni za zanesljivo klasifikacijo. Ostale fosilne najdbe iz zgodnje krede in terciarja je možno uvrstiti v še danes obstoječe družine. Primerek iz terciarja je ohranjen v jantarju, kar nakazuje, da so že takrat plezali po drevesih.